# Олимпия Неа
„Олимпия Неа“ (на гръцки: Ολύμπια Νέα, в превод Олимпийски новини) е гръцки седмичен вестник, издаван в Катерини, първият вестник в града.
Вестникът е основан в 1929 година и излиза само 1 година. Издатели са бежанците гърци, заселили се в Катерини, Кирякос Зорбас и Ксенофон Йосмас. Вестникът излиза във времето на тютюнева криза и войнствено защитава интересите на селяните и се опитва да организира земеделските производители. Савас Кантардзис, основател на втория вестник в града „Ихо тон Пиерион“, го нарича „малък, но оригинален вестник“.